# The Amityville Playhouse
The Amityville Playhouse (bra Amityville Playhouse) é um filme de terror canado-britânico de 2015, dirigido por John R. Walker, com roteiro dele e Steve Hardy vagamente baseado no romance The Amityville Horror, de Jay Anson. 
Em vez da habitual casa na avenida Ocean, a trama se desenrola num teatro assombrado em Amityville. Com lançamento modesto nos cinemas, o filme foi lançado em DVD no Reino Unido em 13 de abril de 2015, e, nos EUA, em 23 de junho de 2015.

## Sinopse
Após a morte de seus pais, Fawn Harriman herda um teatro abandonado em Amityville. Ela convida um grupo de amigos para se juntar a ela lá, apenas para descobrir que o teatro é assombrado. Enquanto isso, a professora de ensino médio de Fawn investiga o teatro fazendo uma conexão com o The Amityville Horror.

## Elenco
- Monle LeStrat como Fawn Harriman
- Linden Baker como Kyle Blaker
- Kenneth Benoit como Matteus 'Matt' Darnell
- Hollie Anne Kornik como Wendy Shardlow
- Eva Kwok como Indira 'Indy' Divani
- Logan Russell como Jevan Blaker
- Gary Martin como Elliot Saunders
- Ania Marson como Celia Nightingale
- John R. Walker como Victor Stewart
- Spencer Banks como rev. Simon Randall
- Cheryl Burfield como Liz Randall
- Ian Donnelly como Fletcher
- Lesley Scoble como Karen
- Tiana Diehl como Dorothy Felix
- Emily Diehl-Reader como Tanya Hernández